# Dictum de omni et nullo

Animace ukazuje komplementární vlastnosti modů BARBARA a CELARENT.

Dictum de omni et nullo (česky: "řečené o všem a o ničem") je princip, podle kterého to, co prokázaně platí (či naopak neplatí) pro všechny prvky množiny K, rovněž platí (či neplatí) pro všechny prvky libovolné podmnožiny množiny K. Jedná se o dílčí sylogický vzorec, který se nazývá BARBARA,resp. CELARENT.

## Dictum de omni
- Všichni psi jsou savci.
- Všichni savci mají játra.
- :. Všichni psi mají játra.

## Dictum de nullo
- Všichni psi jsou savci.
- Žádní savci nemají žábry.
- :. Žádní psi nemají žábry.

## Praktický příklad
Tento dílčí sylogický vzorec lze aplikovat na objasnění následující citace:
Na mši na Staroměstském náměstí však není nejpřekvapivější, komu ji organizátoři věnovali, ale s jakou tvrdostí a bezohledností spojili svou agendu právě s oběťmi covidu. Jistě – dalo by se namítnout, že tohle přece dělá i Milion chvilek pro demokracii, když ve svém prohlášení kritizuje vládu a premiéra. Jenže oddělit počty mrtvých právě od vládních rozhodnutí a strategie je nemožné. (Navíc je naprosto jasné, že se koronavirus stane bitevním polem nadcházejících voleb.) Vzít si však počty zemřelých jako argument proti potratům je neslýchané, jak z hlediska racionálně-argumentačního, tak čistě lidského.
Klára Vlasáková: Dejte pozůstalým aspoň chvíli pokoj

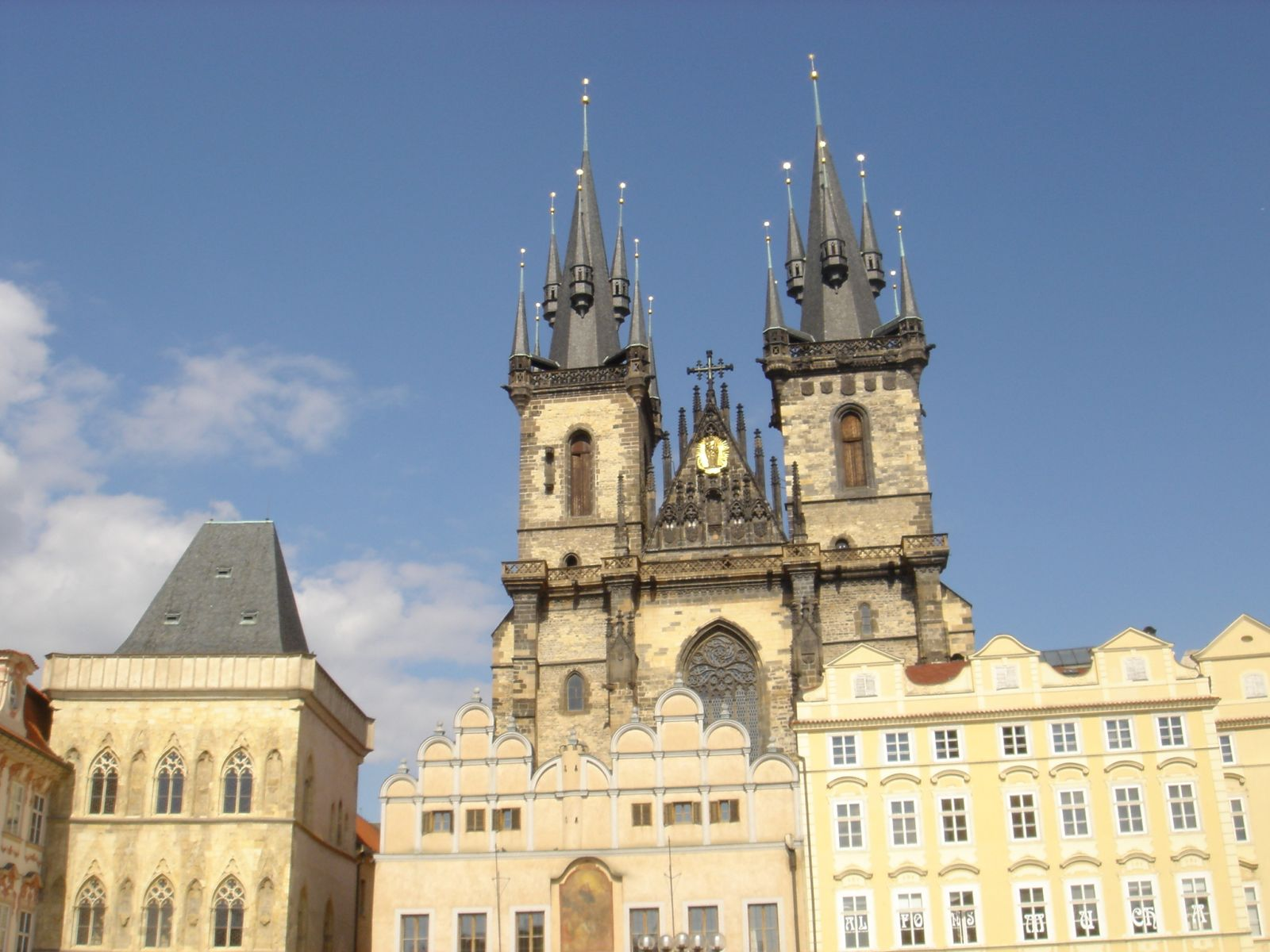
Staroměstské náměstí v Praze

Fráze Jenže oddělit počty mrtvých právě od vládních rozhodnutí a strategie je nemožné odpovídá "dictum de omni", resp. BARBARA. Informace v citaci K. Vlasákové platí pro březen roku 2021.
Dictum de omni
- Všechna nařízení vlády jsou protiepidemická.
- Všechna protiepidemická nařízení jsou ušetřené lidské životy.
- :. Všechna nařízení vlády jsou ušetřené lidské životy.

Dictum de nullo
- Všechna nařízení vlády jsou protiepidemcká.
- Žádné oběti epidemie nejsou nenarozené děti.
- :. Žádná nařízení vlády nejsou nenarozené děti. [pozn. 2]